# Aeroportul Juan Simons Vela
Aeroportul Juan Simons Vela (IATA: RIJ, ICAO: SPJA) este un aeroport din Departamento de San Martín⁠(d), Peru ce deservește zona Rioja⁠(d). Aeroportul a fost tranzitat în 2022 de 410 pasageri.
Situat la o altitudine de 825 m, aeroportul dispune de o singură pistă. Este operat de CORPAC⁠(d).